# Heiningen (Niedersachsen)

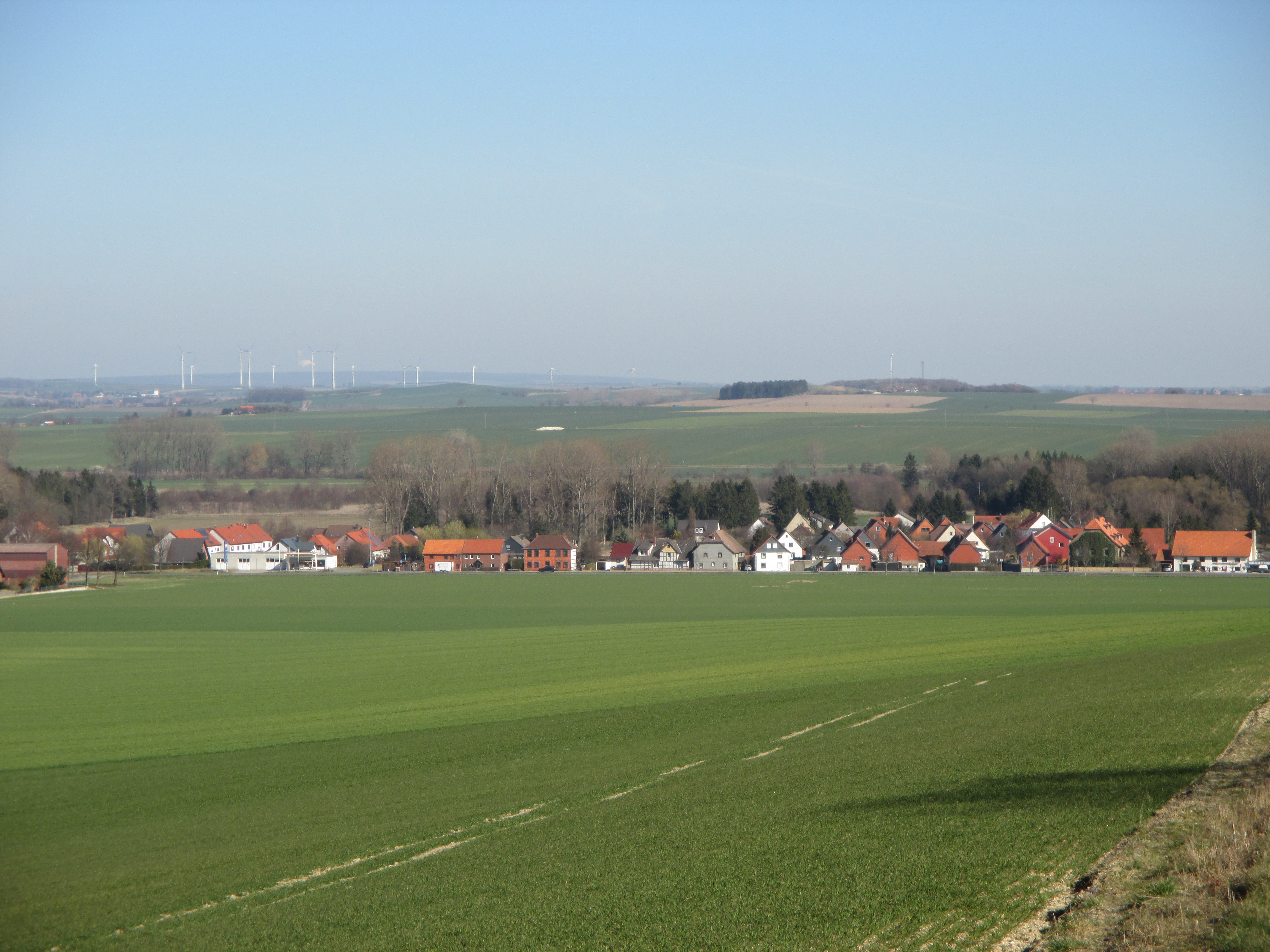
Blick vom Ostrand des Oderwalds auf Heiningen

Heiningen ist eine Gemeinde der Samtgemeinde Oderwald (Sitz in Börßum) im südwestlichen Teil des Landkreises Wolfenbüttel in Niedersachsen (Deutschland).

## Geografie
Heiningen liegt am relativ steilen Südostrand des Oderwaldes an der Niederterrasse des hier beginnenden Börßum-Braunschweiger Okertals. Dies schließt unmittelbar an das sich bis zum Harz erstreckende Tal der Oker an, nimmt aber von Südwesten die Warne, die den Ort östlich passiert, und von Südosten die aus dem Harz kommende Ilse auf. Letztere floss früher bis Kissenbrück und mündet heute in dem Heiningen direkt gegenüberliegenden Börßum in die Oker. Die Warne fließt bis zu dem nördlich gelegenen Nachbarort Dorstadt und dort in die Oker.
Heiningen ist etwa elf Kilometer südlich von der Kreisstadt Wolfenbüttel, rund sechs Kilometer nördlich von Schladen und knapp zwei Kilometer westlich von Börßum entfernt. Ungefähr vier Kilometer westlich führt die Bundesautobahn 36 jenseits des Oderwalds vorbei, die über die nach Flöthe führende Landesstraße 512 zu erreichen ist.
Höchster Punkt der Gemeinde ist eine Erhebung beim Schusterhai im Oderwald  mit einer Höhe von 189 m ü. NHN.

## Geschichte
Wesentlich bestimmend für den Ort war die Gründung des Klosters Heiningen um das Jahr 1000 durch Stiftung der sächsischen Adelsfamilie der Billunger. Um 1126 führte die erste Klosterreform Augustinerregeln ein, in dieser Zeit soll der Bau der Klosterkirche begonnen worden sein, wie sie heute zu sehen ist.
Während der Reformationszeit geriet Heiningen infolge der Hildesheimer Stiftsfehde in braunschweigischen Besitz. Das Kloster Heiningen wurde im Jahr 1810 aufgehoben und das zugehörige Land verkauft.

## Religion
Die katholische Kirche St. Peter und Paul aus dem 12. Jahrhundert ist die größte Kirche in Heiningen, sie gehört seit 2006 zur Pfarrgemeinde St. Petrus in Wolfenbüttel.
Ihr gegenüber befindet sich die 1832 eingeweihte evangelisch-lutherische Lukaskirche, sie gehört zum Pfarrverband Heiningen-Werlaburgdorf mit Sitz in Werlaburgdorf. Ihre Orgel wurde 1902 von P. Furtwängler & Hammer (Hannover) als Opus 458 erbaut und verfügt über sechs Register auf je einem Manual und Pedal.

## Politik

### Gemeinderat
Der Rat der Gemeinde Heiningen setzt sich aus neun Mitgliedern zusammen. Die Ratsmitglieder werden durch eine Kommunalwahl für jeweils fünf Jahre gewählt.
Bei der Kommunalwahl 2021 ergab sich folgende Sitzverteilung:
| Gemeinderat 2021Insgesamt 9 Sitze - SPD: 4 - Grüne: 1 - WGH: 1 - WfH: 2 - CDU: 1 |

### Wappen
Blasonierung: Das Wappen zeigt einen geteilten Schild. Im oberen silbernen Feld ein dreitüriges Torhaus mit schwarzem Dach und beiderseits anstoßenden roten Mauer. Im unteren blauen Feld zwei silberne bartauswärts gekreuzte (Petrus-)Schlüssel.

## Kultur und Sehenswürdigkeiten
Wahrzeichen des Ortes ist die romanische Klosterkirche St. Peter und Paul. Der prächtige Gutshof Heiningen diente in den frühen 1950er Jahren als Drehort für einen Heimatfilm.

## Bildergalerie

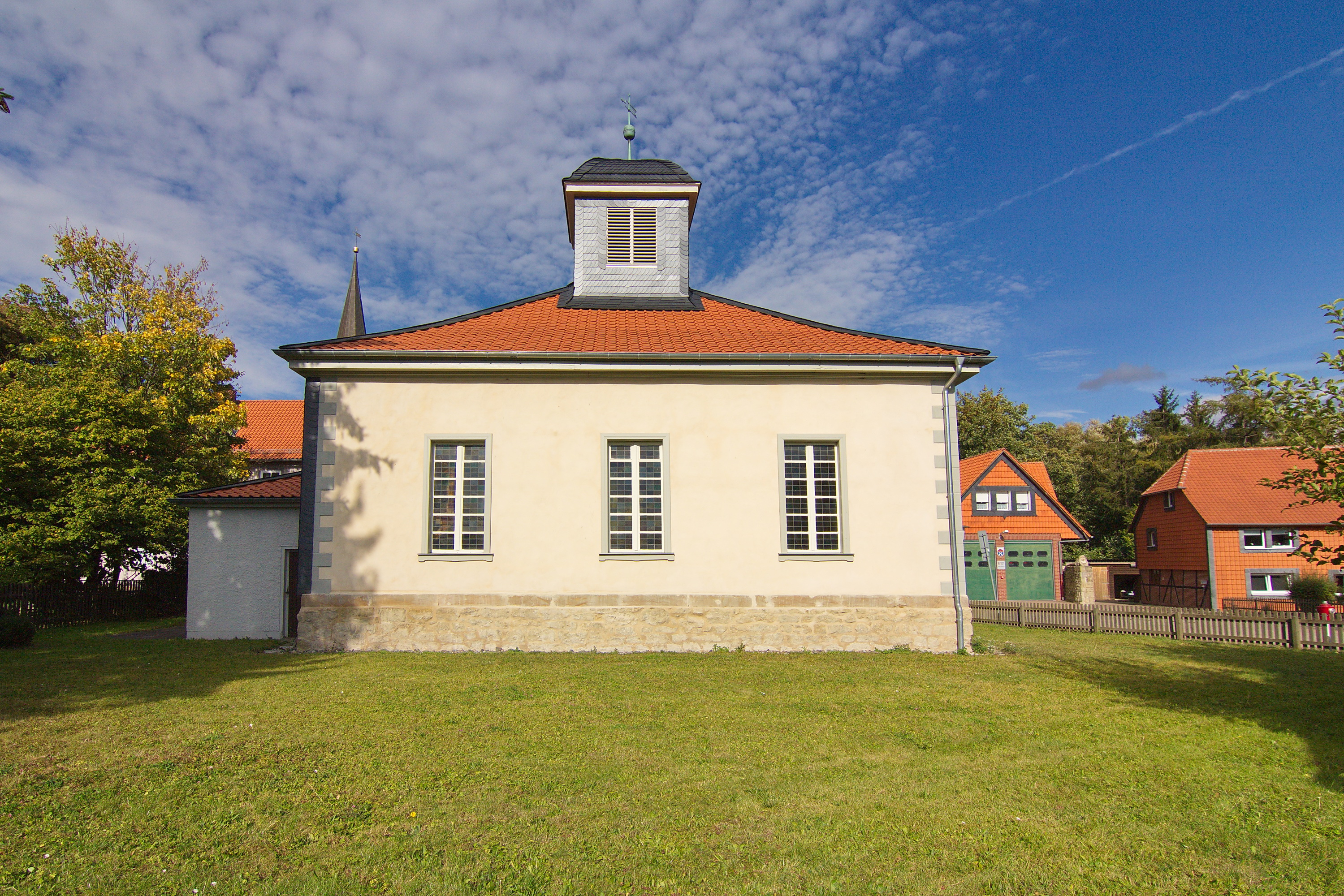
Evangelische Lukaskirche
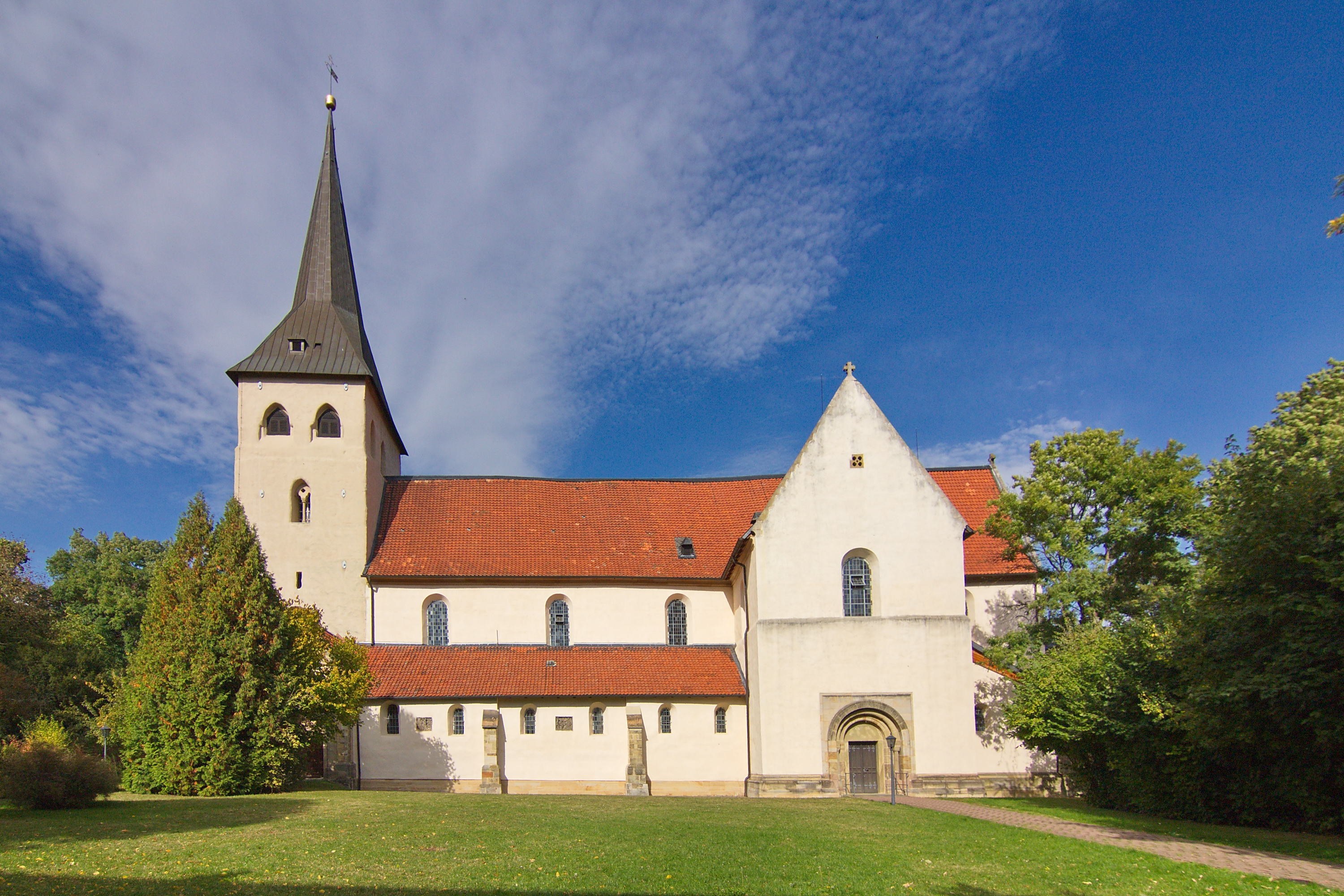
Katholische Kirche St. Peter und Paul
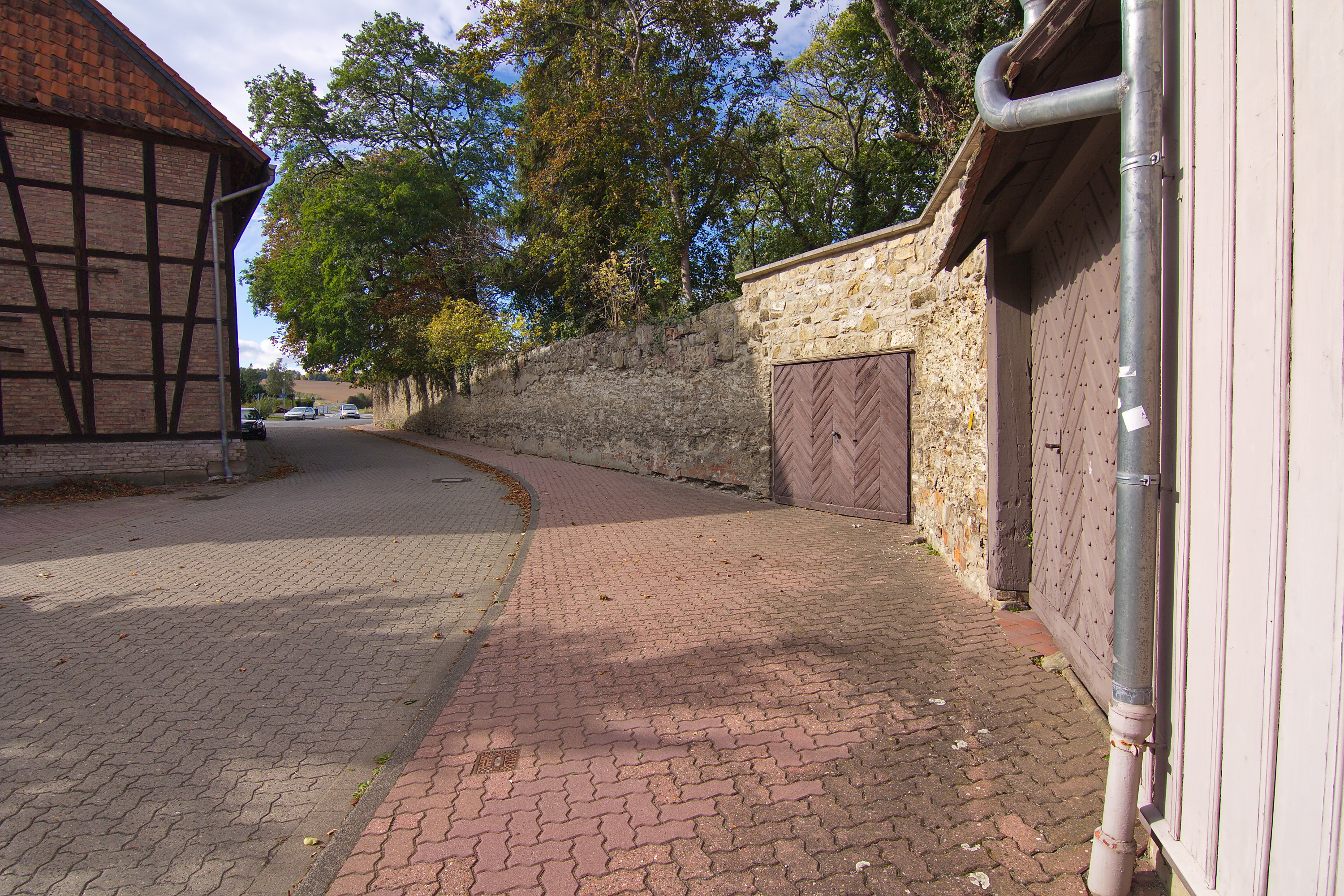
Ortsblick
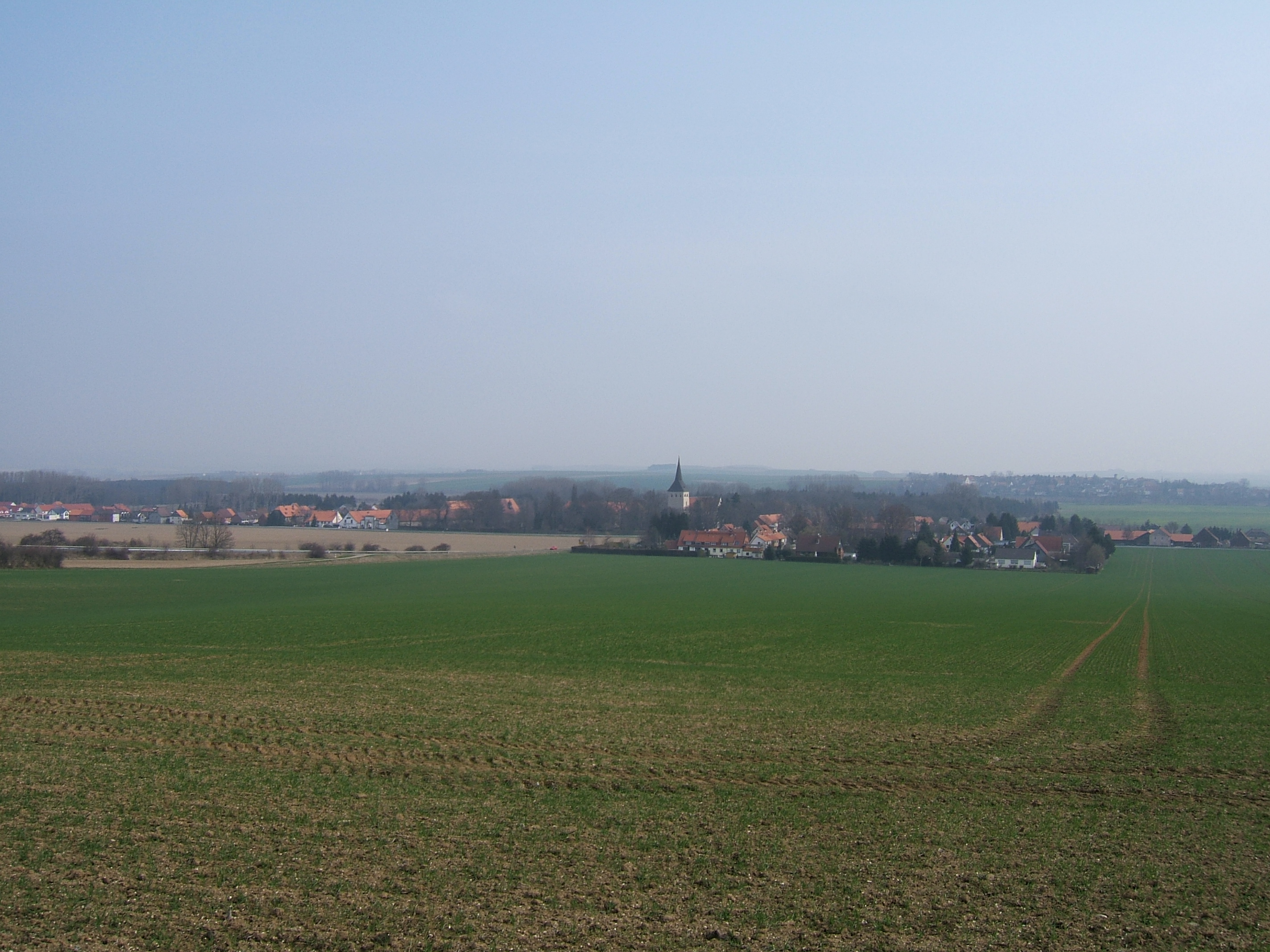
Heiningen von Westen aus gesehen
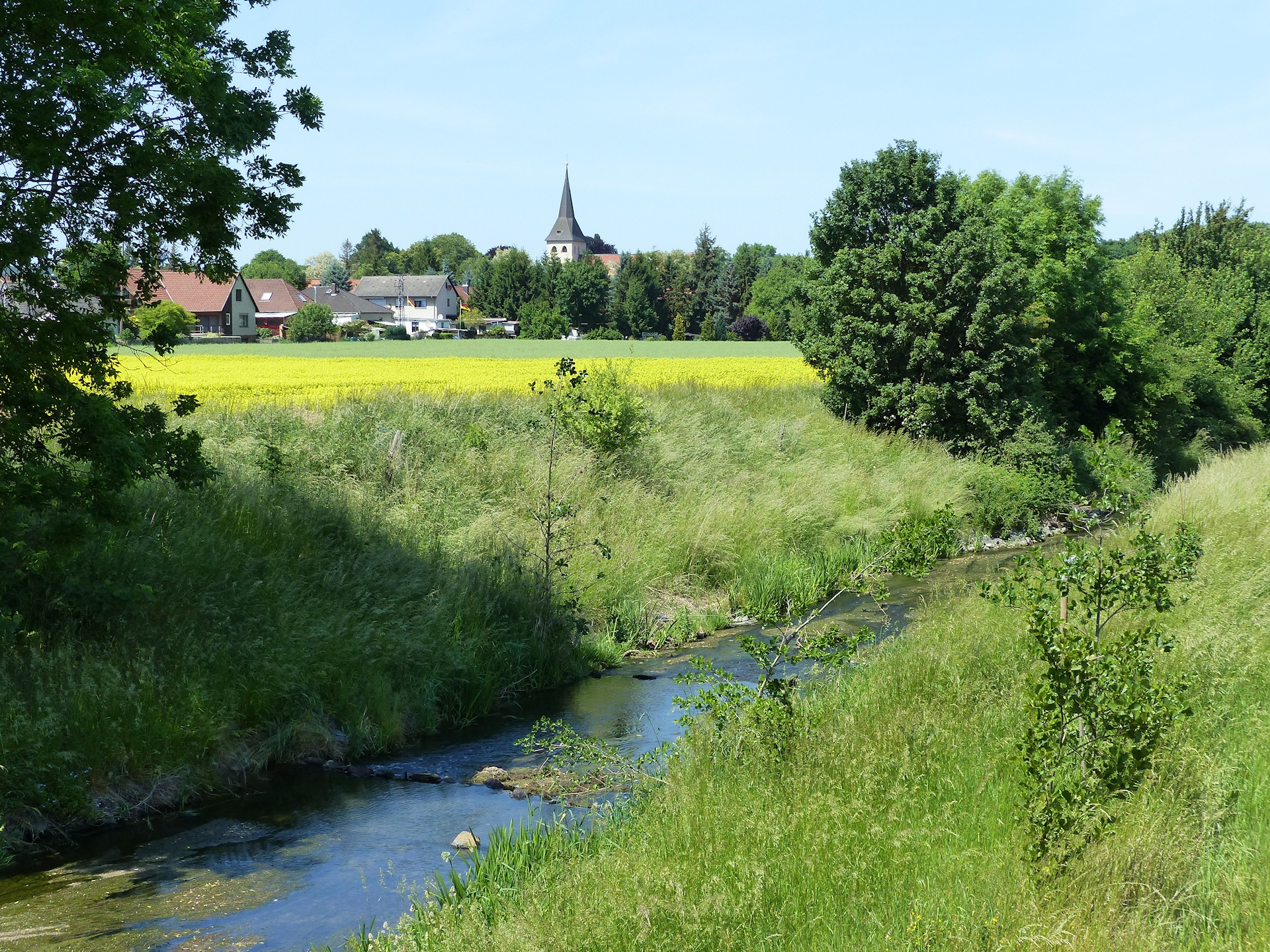
Ansicht von Südosten mit Warne

## Persönlichkeiten, die vor Ort gewirkt haben
- Wilhelm Heinrich Dammann (* 1889 in Heiningen; † nicht ermittelt), Schriftsteller
- Joseph Müller (* 1894 in Salmünster in Hessen; † 1944 in Brandenburg), Priester und Märtyrer